# Абърдийншър
 Абърдийншър  (на английски: Aberdeenshire; на шотландски германски: Siorrachd Obar Dheathain) е една от 32-те области в Шотландия. Граничи с областите Абърдийн, Ангъс, Пърт анд Кинрос, Мъри и Хайланд. Образувана е през 1996 г.
Областта не включва в себе си град Абърдийн, който е административен център. Областният съвет на Абърдийншър се състои от 68 члена, като по данни от 2007 г. 24 са представители на Либералдемократическата партия 22 на Шотландската национална партия 14 на Консервативната партия и 8 независими.
Традиционно той е бил икономически зависим от първичния сектор (селско стопанство, риболов и горско стопанство) и свързаните с него преработвателни индустрии. През последните 40 години развитието на нефтената и газовата промишленост и свързания с нея сектор на услугите разширява икономическата база на Абърдийншир и допринася за бързото нарастване на населението от около 50% от 1975 г. Неговата земя представлява 8% от цялата територия на Шотландия. Той обхваща площ от 6313 квадратни километра (2437 квадратни мили).

## История
Абърдийншир има богато праисторическо и историческо наследство. Тук има голям брой археологически обекти от неолита и бронзовата епоха, включително хълма Лонгманхил (дълга могила от бронзовата епоха), хълма Кемпстоун, Керн Като (неолитна дълга пирамида) и Керн Лий (праисторически паметник). Районът е заселен през бронзовата епоха от Културата на камбановите чаши, която пристига от юг около 2000–1800 г. пр. н. е. Каменните кръгове и пирамидите са построени предимно в тази епоха. През желязната епоха са построени крепости. Около 1-ви век след Христа, Тексалите (народ от древна Шотландия, за който се знае много малко), се смята, че са живели по крайбрежието. Пиктите са следващите документирани жители на района не по-късно от 800–900 г. сл. Хр. Римляните също са били в района през този период, тъй като са оставили знаци в близост до град Кинторе. В района е имало келтски манастири в Стария елен (село в окръг Бюкан) и Монимъск (планирано селище в района Мар).
От средновековието е имало редица пътища. Те са пресичали планината Месец (Mounth), която се простира до Северно море малко на север от град Стоунхейвън, през днешния Абърдийншир от Шотландската низина до Хайлендс. Някои от най-известните и исторически важни пътеки са пътищата Каузи Маунт (Causey Mount) и Елсик Маунт (Elsick Mounth).
Абърдийншир играе важна роля в битките между шотландските кланове. Кланът Макбет и кланът Канмор са два от по-големите кланове. Макбет пада при село Лумпханан през 1057 г. По време на англо-нормандското проникване пристигат други семейства като Балиоли (англо-шотландско благородническо семейств), Клан Брус и Клан Къминг. Когато битките между тези новодошли водят до шотландските войни за независимост, английският крал Едуард I пътува през района два пъти, през 1296 и 1303. През 1307 г. Робърт I побеждава край Инвърури. Заедно с победата му идват и нови семейства, а именно Клан Форбс и Клан Гордън.
Тези нови семейства поставят началото на предстоящите съперничества през 14-ти и 15-ти век. Това съперничество се задълбочава по време и след протестантската реформация, когато религията е друга причина за конфликт между клановете. Семейство Гордън се придържа към католицизма, а Форбс към протестантството. Абърдийншир е историческото седалище на клана Демпстър. Три университета са основани в района преди 17-ти век, Кралският колеж в Стария Абърдийн (1494), Marischal College в Абърдийн (1593) и Университета на Фрейзърбърг (1597 г.).
След края на Революцията от 1688 г. продължителния период на мир е прекъснат само от такива мимолетни събития като Якобитското въстание от 1715 г. и Якобитското въстание от 1745 г. Последното довежда до края на надмощието на Шотландската епископална църква и феодалната власт на земевладелците. Започна ера на засилен селскостопански и индустриален напредък. През 17-ти век, Абърдийншир е мястото на битки по време на Английската революция. В този период също се наблюдава увеличаване на богатството, поради увеличаването на търговията с Германия, Полша и Нидерландия.

## Демографски данни
Населението на района се е увеличило с над 50% от 1971 г. до приблизително 261 470 души, което съставлява 4,7% от общия брой на населението в Шотландия. Населението на Абърдийншир се е увеличило с 9,1% от 2001 г. насам, докато общото население на Шотландия е нараснало с 3,8%. Преброяването на населението посочва относително висок дял на лица под 16 години в сравнение със средното за Шотландия.
Абърдийншир е един от най-хомогенните региони на Обединеното кралство. През 2011 г. 82,2% от жителите се идентифицират като „бели шотландци“, следвани от 12,3% които са „бели британци“, докато етническите малцинства съставляват само 0,9% от населението. Най-голямата група от етнически малцинства са азиатски шотландци/британци с 0,8%. 48,8% от жителите могат да говорят и разбират шотландския език.
Четиринадесетте най-големи селища в Абърдийншир са:
- Питърхед (17 790)[11]
- Фрейзърбърг (12 540)[11]
- Инвърури (11 529)[11]
- Уестхил (11 220)[11]
- Стоунхейвън (10 820)[11]
- Елън (9910)[11]
- Портлетън (7327)[12]
- Банчори (7111)[13]
- Търиф (4804)[14]
- Кинторе (4476)[15]
- Хънтли (4461)[16]
- Банф (3931)[17]
- Кемней (3830)[15]
- Макдуф (3711)[18]

## Икономика
Брутният вътрешен продукт (БВП) на Абърдийншир се оценява на £3,496 милиона (2011), което представлява 5,2% от общия брой на Шотландия. Икономиката на Абърдийншир е тясно свързана с тази на Абърдийн Сити (БВП £7,906 милиона), а през 2011 г. се изчислява, че регионът като цяло допринася с 16,8% от БВП на Шотландия. Между 2012 и 2014 г. темпът на растеж на БВП е 8,6%, най-високият темп на растеж от всички област в Обединеното кралство.
Значителна част от работещите жители на Абърдийншир пътуват до Абърдийн Сити за работа, като варират от 11,5% от Фрейзърбърг до 65% от Уестхил.
Средните брутни седмични доходи (за служители на пълен работен ден, заети на работни места в Абърдийншир през 2011 г.) са £572,60. Това е по-ниско от средното за Шотландия с £2,10 и спад от 2,6% спрямо цифрата за 2010 г. Средната брутна седмична заплата на хората, живеещи в Абърдийншир, е много по-висока, на £741,90, тъй като много хора пътуват от Абърдийншир, главно до Абърдийн Сити.
Общата заетост (с изключение на данните за фермите) в Абърдийншир се оценява на 93 700 служители (Бизнес регистър и проучване на заетостта 2009). По-голямата част от служителите работят в сектора на услугите, предимно в публичната администрация, образованието и здравеопазването. Почти 19% от заетостта е в публичния сектор. Икономиката на Абърдийншир остава тясно свързана с петролната индустрия на Абърдийн Сити.
Средният месечен процент на безработица за Абърдийншир през 2011 г. е 1,5%. Това е по-ниско от средния процент на Абърдийн Сити (2,3%), Шотландия (4,2%) и Обединеното кралство (3,8%).

## Основни индустрии
- Енергетика – В Абърдийншир има значителна инфраструктура, свързана с енергетиката.[19] Град Питърхед е важен център за енергийната индустрия. Пристанището Питърхед е основно място за проучване и добив на нефт и газ в Северно море и бързо развиващия се глобален подводен сектор. Газовият терминал в Сейнт Фъргюс обслужва около 15% от нуждите на Обединеното кралство за природен газ, а електроцентралата Питърхед се стреми да бъде домакин на първия британски проект за производство на електроенергия за улавяне и съхранение на въглерод.[1] В близост до брега има много офшорни вятърни турбини.
- Риболов – Абърдийншир е най-важният риболовен район на Шотландия. През 2010 г. уловът, разтоварен в пристанищата на Абърдийншир, представлява над половината от общия улов на риба в Шотландия и почти 45% в Обединеното кралство. Пристанищата Питърхед и Фрейзърбърг, заедно с Абърдийн Сити, осигуряват голяма част от заетостта в тези сектори. Реката Дий е богата на сьомга.
- Земеделие – Абърдийншир е богат на обработваема земя, Около 9000 души са заети в сектора. Най-известен е с отглеждането на добитък, главно едър рогат добитък и овце.
- Туризъм – този сектор продължава да се разраства, с редица забележителности, които могат да се видят в района. От оживената планинска верига Кернгорм до оживените риболовни пристанища на североизточното крайбрежие, Абърдийншир пробва по малко от всичко. Абърдийншир също има грапава брегова линия, много пясъчни плажове и е гореща точка за туристическа дейност през цялата година. близо, около 1,3 милиона туристи са посетили региона през 2011 г. – с 3% повече спрямо предходната година.[20]

Дестилирането на уиски все още се практикува в района.

## Управление и политика
Общинският съвет има 70 съветници, избрани в 19 многомандатни района с еднократно прехвърляемо гласуване. Приходният бюджет на съвета за 2012/13 г. възлиза на приблизително £548 милиона. Службата за образование, учене и свободно време заема най-голям дял от бюджета (52,3%), следвана от жилища и социална работа (24,3%), инфраструктурни услуги (15,9%), съвместни съвети (като пожарна и полиция) и други услуги 7,9 % и Търговски дейности (0,4%). 21,5% от приходите се набират на местно ниво чрез общинския данък. Настоящият главен изпълнителен директор на съвета е Джим Савидж, а избраният лидер на съвета е Джим Гифорд.
На референдума за независимост на Шотландия през 2014 г. 60,36% от избирателите в Абърдийншир гласуваха за Съюза, докато 39,64% избраха независимост.

## Забележителности
- Замъкът Балморал, резиденция на британското кралско семейство в Шотландската планина.[22]
- Беначи, верига от хълмове в Абърдийншир , Шотландия.
- Бърн О'Ват (Burn O'Vat), ледникова дупка, разположена близо до езерото Лох Кинорд близо до село Динет в Абърдийншир, Шотландия.
- Къща Кернес (Cairness House), селска къща, построена в неокласически стил между 1791 и 1797 г. по проекти на архитект Джеймс Плейфеър.
- Национален парк Кернгормс (Cairngorms National Park), национален парк в североизточна Шотландия, създаден през 2003 г.
- 'Замъкът Коргарф (Corgarff Castle), намира се западно от село Коргарф, Абърдийншир, североизточна Шотландия, построен е около 1530 г. от семейство Елфинстоун.[23]
- Замъкът Кратес (Crathes Castle), замък от 16-ти век близо до град Банчори, построен от семейство Бърнет и е стопанисван от това семейство в продължение на почти 400 години.[24]
- Каузи Маунт (Causey Mount), древен път
- Друм Касъл' (Замъкът на барабаните) (Drum Castle), замък близо до село Друмоак в Абърдийншир, Шотландия, принадлежал е на шотландското семейство Ървайн.[25]
- Замъкът Дънотар (Dunnottar Castle), разрушена средновековна крепост, разположена върху скалист нос на североизточния бряг на Шотландия, на около 2 мили (3 километра) южно от Стоунхейвън.
- Замъкът Фетересо (Fetteresso Castle), Кула-къща от 14-ти век, възстановена през 1761 г. като паладийско имение в шотландски готически стил, с ясни доказателства за праисторическо използване на обекта. Намира се западно от град Стоунхейвън, Кинкардиншир.
- Природен резерват Фаулшоу (Fowlsheugh), крайбрежен природен резерват в североизточна Шотландия, известен със своите 70-метрови (230 фута) скални образувания.
- Хадо Хадо (Haddo House), шотландско имение, разположено близо до село Тарвс в Абърдийншир, на около 20 мили (32 км) северно от Абърдийн.
- Хърша Хил (Herscha Hill), възвишение, където са направени неолитни археологически находки.[26]
- Замъкът Хънтли (Huntly Castle), разрушен замък на север от град Хънтли в Абърдийншир, Шотландия, където се срещат реките Деверън и Боги.[27]
- Замъкът Килдърми (Kildrummy Castle), разрушен замък близо до Килдърми, Абърдийншир, Шотландия. Макар и разрушен, той е един от най-големите замъци, датиращи от 13-ти век, оцелели в Източна Шотландия и е бил седалище на графовете на Мар.
- Езерото Стратбег (Loch of Strathbeg), специална защитена зона за опазването на дивата природа. Намира се близо до град Ратрей и село Кримонд в Абърдийншир, Шотландия.[28]
- Лохнагар (Lochnagar), планина, част от Грампианс в Шотландия , разположена на около пет мили южно от река Дий близо до замъка Балморал. Това е популярен хълм с пешеходци и място за лятно и зимно катерене.
- Къщата на Монбодо (Monboddo House), известно историческо имение в Кинкардиншир, Шотландия.
- Замъкът Мухалс (Muchalls Castle), един от най-интересните замъци в Североизточна Шотландия.
- Имение Питфур (Pitfour estate), древно имение в района на област Бюкан в Североизточна Шотландия, обхващащо по-голямата част от обширната енория на село Лонгсайд , простираща се от село Сейнт Фъргюс до село Ню Питслиго. Той е закупен през 1700 г. от Джеймс Фъргюсън, 1-ви лърд (Laird) от Питфур.
- Портлетън Мос (Portlethen Moss), природен резерват с блато, богато на киселини, разположен на запад от град Портлетън, Абърдийншир в Шотландия.
- Каструм Редикс (Raedykes Roman Camp), мястото на римски лагер, разположен малко над три мили (пет километра) северозападно от Стоунхейвън, Абърдийншир, Шотландия.
- Река Дий (River Dee), река в Абърдийншир, Шотландия.
- Река Дон (River Don), река в североизточна Шотландия.
- Национален природен резерват Форви (Sands of Forvie), национален природен резерват, намиращ се на север от крайбрежното селище Нюбърг в Абърдийншир, в североизточната част на Шотландия.
- Старият замък Слейнс (Old Slains Castle ), разрушен замък близо до рибарското селище Колистън в Абърдийншир, Шотландия.
- Новият замък Слейнс (New Slains Castle), разрушен замък в Абърдийншир, Шотландия.
- Стоунхейвън Толбут (Stonehaven Tolbooth), каменна сграда от края на 16-ти век, първоначално използвана като съдебна палата и затвор в град Стоунхейвън, Абърдийншир, Шотландия.[29]
- Устието на река Итан (Ythan Estuary), природен резерват на река Итън, която се влива в Северно море на 19 километра (12 мили) северно от Абърдийн, Шотландия.

## Хидрология и климат
В Абърдийншир има много реки, включително Кауи Уотър, Карън Уотър, Бърн оф Мучалс, Дий, Дон, Юри, Итан, Уотър оф Фий, Бърн от Майърхаус, Лаека Бърн и Лутър Уотър. Множество заливи и устия се намират по крайбрежието на Абърдийншир, включително залива Банф Бей, устието на Итън, Стоунхейвън Бей и залива Торнихайв. Абърдийншир има Океански климат според Класификация на климата на Кьопен. Абърдийншир е във валежната сянка на Грампиански планини, следователно има сух климат за морски регион, като части от крайбрежието получават 25 инча (64 см) валежи годишно. Лятото е меко, а зимата обикновено е студена. Крайбрежните температури се понижават от Северно море, така че крайбрежните райони обикновено са по-хладни през лятото и по-топли през зимата в сравнение с вътрешните места. Крайбрежните зони също са подложени на хаар или крайбрежна мъгла.